# Glacier des Drus
Le glacier des Drus est un glacier de France situé dans le massif du Mont-Blanc, sur la commune de Chamonix-Mont-Blanc.
Le glacier naît sur l'ubac des Drus, immédiatement sous sa face ouest, à environ 2 700 mètres d'altitude. Il est entouré par le glacier du Nant Blanc au nord, la Mer de Glace à l'ouest et le glacier de la Charpoua au sud-est sur l'adret de l'arête des Flammes de Pierre et des Drus.

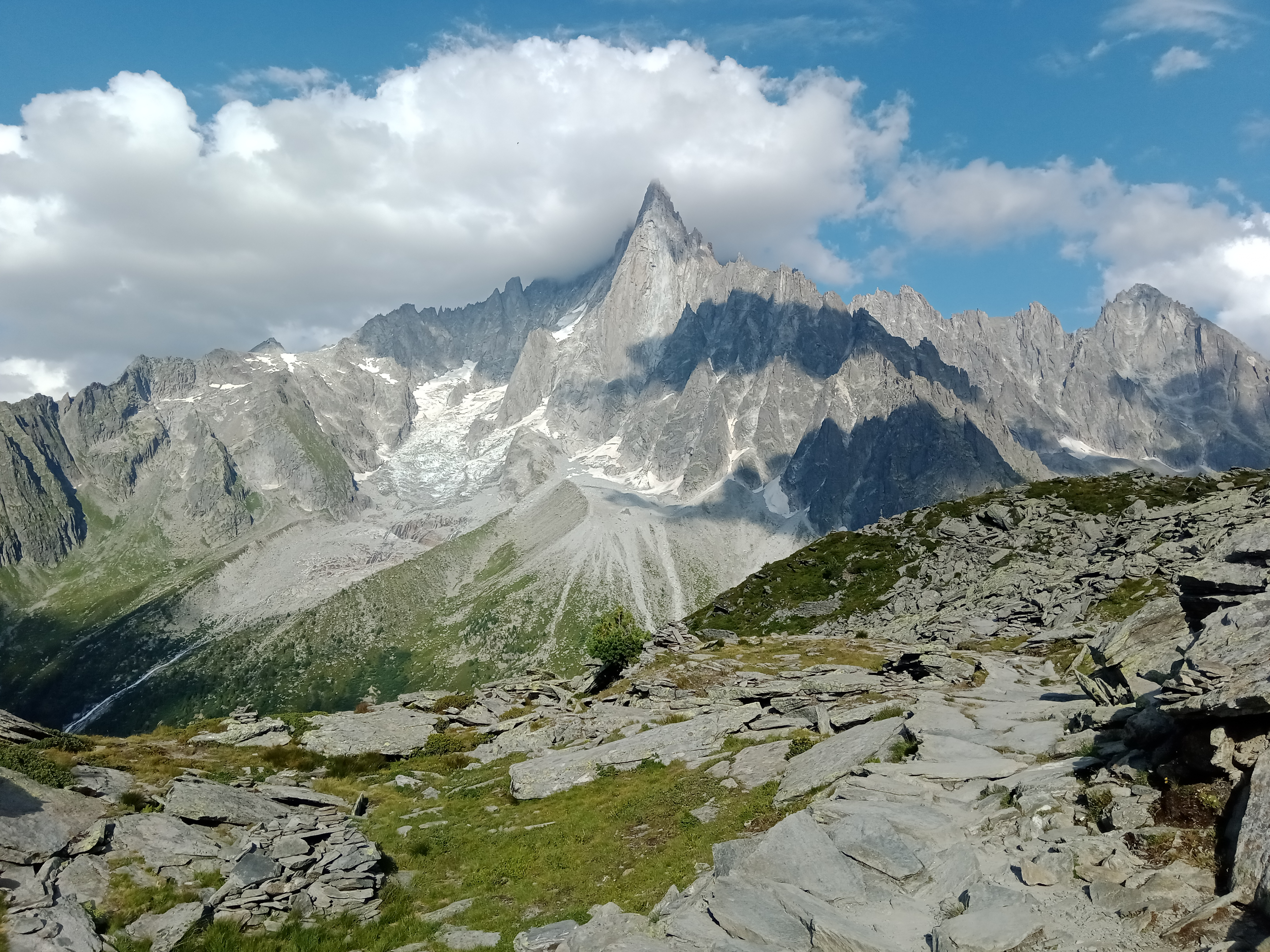
Vue du glacier des Drus au pied des Drus depuis le signal Forbes à l'ouest.